# Kirk Fordice
Kirk Fordice, właśc. Daniel Kirkwood Fordice junior (10 lutego 1934 w Memphis, Tennessee, zm. 7 września 2004 w Jackson, Missisipi) – amerykański polityk, gubernator stanu Missisipi.
Polityk Partii Republikańskiej, zwyciężając w wyborach gubernatora stanu w listopadzie 1991 przerwał trwającą od ponad 100 lat dominację demokratów w Missisipi; ostatnim republikaninem, który sprawował przed Fordice’m funkcję gubernatora Missisipi, był Adelbert Ames w latach 70. XIX wieku. Fordice objął urząd w styczniu 1992, zastępując Raya Mabusa, i pozostawał na stanowisku przez dwie kadencje, do stycznia 2000; jego następcą został demokrata Ronnie Musgrove.
Jako gubernator był rzecznikiem redukcji podatkowych, ograniczenia systemu opieki socjalnej, zaostrzenia środków karnych; zaliczał się do zwolenników kary śmierci.